# Semeru

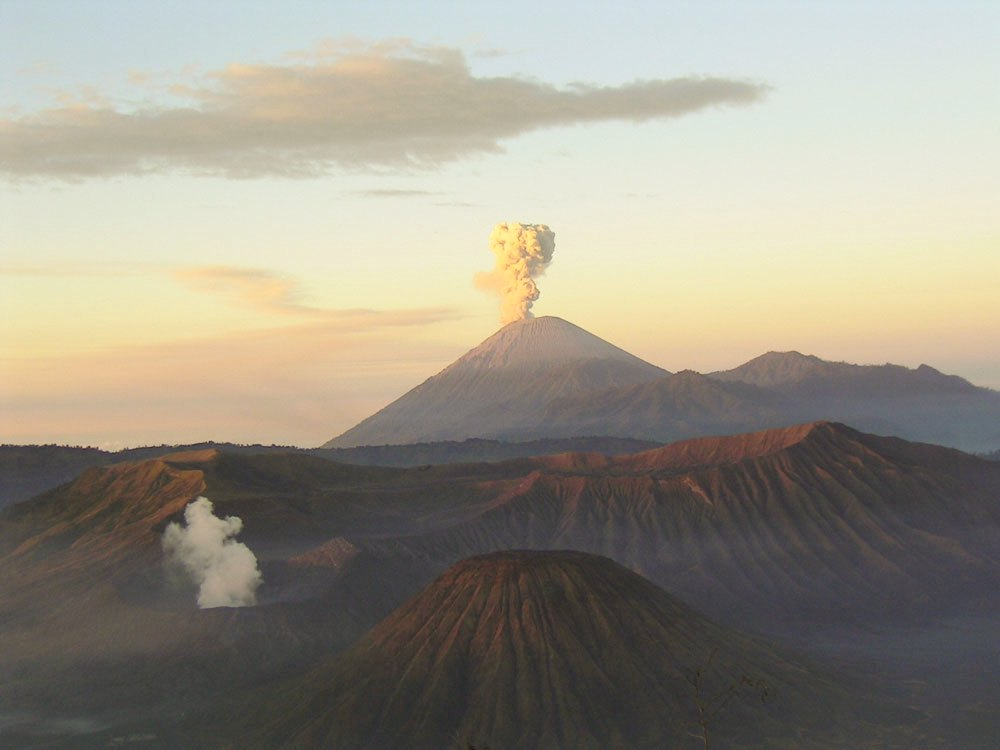
El Semeru el juliol de 2004

Semeru, o Mont Semeru (en indonesi: Gunung Semeru), és un volcà situat a Java Oriental a Indonèsia. És el cim més alt de l'illa de Java. És del tipus estratovolcà també rep el nom de Mahameru, que significa La gran Muntanya. Fa 3.676 metres d'alt.
El seu nom deriva de la muntanya mítica hindo-budista de Meru o Sumeru, la residència dels déus.

## Geologia
És una muntanya que s'eleva de forma brusca des de les planes costaneres de l'est de Java. Els maars que contenen llacs cràter s'han format al llarg d'una línia en el cim del volcà. El Semeru es troba en el Complex volcànic Tengger.
Ha entrat en erupció diverses vegades i des de l'any 1818 se n'han registrat 55 que són tant de flux de lava com de flux piroplàstics. Totes les erupcions històriques van tenir un índex d'explosivitat volcànica de 2 o 3.
Semeru ha estat en estat de gairebé erupció constant des de 1967 fins a l'actualitat.
El Semeru és escalat regularment pels turistes però pot ser perillós i per exemple el polític Soe Hok Gie hi morí per inhalar-ne els gasos verinosos l'any 1969 quan l'escalava.